# Costa Rica op de Olympische Zomerspelen 2004
Costa Rica nam deel aan de Olympische Zomerspelen 2004 in Athene, Griekenland. In tegenstelling tot de vorige editie won het Midden-Amerikaanse land ditmaal geen enkele medaille.

## Deelnemers en resultaten

### Judo
| Olympiër        | Discipline | Resultaat | Prestatie                                    |
| --------------- | ---------- | --------- | -------------------------------------------- |
| David Fernández | -60kg (m)  | 21e       | 1ste ronde: vrij 2de ronde: V van MEX Aburto |

### Schietsport
| Olympiër        | Discipline           | Resultaat | Prestatie                                        |
| --------------- | -------------------- | --------- | ------------------------------------------------ |
| Grettel Barboza | 10m luchtpistool (v) | 21e       | kwalificatie: 35ste met 368 punten (94-94-91-89) |

### Taekwondo
| Olympiër            | Discipline | Resultaat | Prestatie                                                             |
| ------------------- | ---------- | --------- | --------------------------------------------------------------------- |
| Kristopher Moitland | +80kg (m)  | 9e        | voorronde: W van HAI Sanon: 3-2 kwartfinale: V van FRA Gentil: (-1)-4 |

### Voetbal
| Olympiër | Discipline | Resultaat | Prestatie                                                                                              |
| --- | ---------- | --------- | --- |
| Victor Bolivar Michael Rodriguez Pablo Salazar Michael Umaña Roy Myrie Whayne Wilson Erick Scott José Luis López Pablo Brenes Warren Granados Álvaro Saborío Leonardo Araya Daniel Vallejos José Villalobos Júnior Díaz Carlos Hernández Jairo Arrieta Neighel Drummond | mannen     | 8e        | groep D: 2de G van Marokko: 0-0 V van Irak: 0-2 W van Portugal: 4-2 kwartfinale: V van Argentinië: 0-4 |

| Groep D |            |             |             |             |             |            |            |            |        |
| #       | Land       | Wedstrijden | Wedstrijden | Wedstrijden | Wedstrijden | Doelpunten | Doelpunten | Doelpunten | Punten |
| #       | Land       | G           | W           | G           | V           | V          | T          | Saldo      | Punten |
| 1       | Irak       | 3           | 2           | 0           | 1           | 7          | 4          | +3         | 6      |
| 2       | Costa Rica | 3           | 1           | 1           | 1           | 4          | 4          | 0          | 4      |
| 3       | Marokko    | 3           | 1           | 1           | 1           | 3          | 3          | 0          | 4      |
| 4       | Portugal   | 3           | 1           | 0           | 2           | 6          | 9          | -3         | 3      |

| Ronde       | Datum     | Plaats     | Land | Score      | Land |
| ----------- | --------- | ---------- | ---- | ---------- | ---- |
| Groepsfase  |           |            |      |            |      |
| 12 augustus | Heraklion | Costa Rica | 0-0  | Marokko    |      |
| 15 augustus | Piraeus   | Costa Rica | 0-2  | Irak       |      |
| 18 augustus | Heraklion | Costa Rica | 4-2  | Portugal   |      |
| Kwartfinale |           |            |      |            |      |
| 21 augustus | Patras    | Argentinië | 4-0  | Costa Rica |      |

### Wielersport
| Olympiër            | Discipline   | Resultaat    | Prestatie    |
| Mountainbike        | Mountainbike | Mountainbike | Mountainbike |
| ------------------- | ------------ | ------------ | ------------ |
| José Adrián Bonilla | mannen       | 26e          | 2:27.13      |
|                     |              |              |              |
| Karen Matamoros     | vrouwen      | 23e          | op 1 ronde   |

### Zwemmen
| Olympiër     | Discipline          | Resultaat | Prestatie                                               |
| ------------ | ------------------- | --------- | ------------------------------------------------------- |
| Claudia Poll | 200m vrije slag (v) | 10e       | serie 6: 1ste in 1.59,50 halve finale 1: 4de in 1.59,79 |
| Claudia Poll | 400m vrije slag (v) | 9e        | serie 3: 4de in 4.09,75                                 |

Afghanistan · Albanië · Algerije · Amerikaanse Maagdeneilanden · Amerikaans-Samoa · Andorra · Angola · Antigua en Barbuda · Argentinië · Armenië · Aruba · Australië · Azerbeidzjan · Bahama's · Bahrein · Bangladesh · Barbados · België · Belize · Benin · Bermuda · Bhutan · Bolivia · Bosnië en Herzegovina · Botswana · Brazilië · Britse Maagdeneilanden · Brunei · Bulgarije · Burkina Faso · Burundi · Cambodja · Canada · Centraal-Afrikaanse Republiek · Chili · China · Chinees Taipei · Colombia · Comoren · Congo-Brazzaville · Congo-Kinshasa · Cookeilanden · Costa Rica · Cuba · Cyprus · Denemarken · Djibouti · Dominica · Dominicaanse Republiek · Duitsland · Ecuador · Egypte · El Salvador · Equatoriaal-Guinea · Eritrea · Estland · Ethiopië · Fiji · Filipijnen · Finland · Frankrijk · Gabon · Gambia · Georgië · Ghana · Grenada · Griekenland · Groot-Brittannië · Guam · Guatemala · Guinee · Guinee‑Bissau · Guyana · Haïti · Honduras · Hongarije · Hongkong · Ierland · IJsland · India · Indonesië · Irak · Iran · Israël · Italië · Ivoorkust · Jamaica · Japan · Jemen · Jordanië · Kaaimaneilanden · Kaapverdië · Kameroen · Kazachstan · Kenia · Kirgizië · Kiribati · Koeweit · Kroatië · Laos · Lesotho · Letland · Libanon · Liberia · Libië · Liechtenstein · Litouwen · Luxemburg · Macedonië · Madagaskar · Malawi · Malediven · Maleisië · Mali · Malta · Marokko · Mauritanië · Mauritius · Mexico · Micronesië · Moldavië · Monaco · Mongolië · Mozambique · Myanmar · Namibië · Nauru · Nederland · Nederlandse Antillen · Nepal · Nicaragua · Nieuw-Zeeland · Niger · Nigeria · Noord-Korea · Noorwegen · Oeganda · Oekraïne · Oezbekistan · Oman · Oostenrijk · Oost‑Timor · Pakistan · Palau · Palestina · Panama · Papoea-Nieuw-Guinea · Paraguay · Peru · Polen · Portugal · Puerto Rico · Qatar · Roemenië · Rusland · Rwanda · Saint Kitts en Nevis · Saint Lucia · Saint Vincent en Grenadines · Salomonseilanden · Samoa · San Marino · Sao Tomé en Principe · Saoedi-Arabië · Senegal · Servië en Montenegro · Seychellen · Sierra Leone · Singapore · Slovenië · Slowakije · Soedan · Somalië · Spanje · Sri Lanka · Suriname · Swaziland · Syrië · Tadzjikistan · Tanzania · Thailand · Togo · Tonga · Trinidad en Tobago · Tsjaad · Tsjechië · Tunesië · Turkije · Turkmenistan · Uruguay · Vanuatu · Venezuela · Verenigde Arabische Emiraten · Verenigde Staten · Vietnam · Wit-Rusland · Zambia · Zimbabwe · Zuid-Afrika · Zuid-Korea · Zweden · Zwitserland